# Un caimano nel soggiorno
Un caimano nel soggiorno (Elephant Juice) è un film britannico del 1999 diretto da Sam Miller.

## Trama
Il film, ambientato a Londra, narra le vicende di un gruppo di trentenni alle prese con l'amore. Daphne e Frank si sono incontrati di recente. Graham e George stanno insieme da un po' e hanno superato le difficoltà all'interno della loro relazione. Jules e Will vogliono sposarsi, ma Will la tradisce. Billy, amico di Will, non riesce a trovare una partner finché non conosce una giovane americana, Dodie.